# Analisi dei dati
Nell'ambito della scienza dei dati l'analisi dei dati è un processo di ispezione, pulizia, trasformazione e modellazione di dati con il fine di evidenziare informazioni che suggeriscano conclusioni e supportino le decisioni strategiche aziendali. L'analisi di dati ha molti approcci e sfaccettature, il che comprende tecniche diversissime tra loro che si riconoscono con una serie di definizioni varie nel commercio, le scienze naturali e sociali.
Il data mining è una tecnica particolare di analisi dei dati che si focalizza nella modellazione e scoperta di conoscenza per scopi predittivi piuttosto che descrittivi. Il business intelligence identifica l'analisi di dati che si basa fondamentalmente sull'aggregazione, focalizzandosi sulle informazioni aziendali. Nell'ambito dei big data si parla di big data analytics. Nelle applicazioni statistiche, gli studiosi dividono l'analisi dei dati in statistica descrittiva, analisi dei dati esplorativa (ADE) e analisi dei dati di conferma (ADC). L'ADE si concentra sullo scoprire nuove caratteristiche presenti nei dati, mentre l'ADC nel confermare o falsificare le ipotesi esistenti. L'analisi predittiva si concentra sull'applicazione di modelli statistici o strutturali per classificazione o il forecasting predittivo, mentre l'analisi testuale applica tecniche statistiche, linguistiche e strutturali per estrarre e classificare informazioni da fonti testuali, una categoria di dati non-strutturati.
L'integrazione di dati è un precursore dell'analisi dei dati, la quale è collegata alla visualizzazione di dati.